# Hyun Young-min
Hyun Young-min (현영민?, 玄泳民?; Gurye, 25 dicembre 1979) è un ex calciatore sudcoreano, di ruolo difensore.

## Statistiche

### Cronologia presenze e reti in Nazionale
| Cronologia completa delle presenze e delle reti in nazionale ― Corea del Sud | Cronologia completa delle presenze e delle reti in nazionale ― Corea del Sud | Cronologia completa delle presenze e delle reti in nazionale ― Corea del Sud | Cronologia completa delle presenze e delle reti in nazionale ― Corea del Sud | Cronologia completa delle presenze e delle reti in nazionale ― Corea del Sud | Cronologia completa delle presenze e delle reti in nazionale ― Corea del Sud | Cronologia completa delle presenze e delle reti in nazionale ― Corea del Sud | Cronologia completa delle presenze e delle reti in nazionale ― Corea del Sud |
| Data                                                                         | Città                                                                        | In casa                                                                      | Risultato                                                                    | Ospiti                                                                       | Competizione                                                                 | Reti                                                                         | Note                                                                         |
| ---------------------------------------------------------------------------- | ---------------------------------------------------------------------------- | ---------------------------------------------------------------------------- | ---------------------------------------------------------------------------- | ---------------------------------------------------------------------------- | ---------------------------------------------------------------------------- | ---------------------------------------------------------------------------- | ---------------------------------------------------------------------------- |
| 8-11-2001                                                                    | Jeonju                                                                       | Corea del Sud                                                                | 0 – 1                                                                        | Senegal                                                                      | Amichevole                                                                   | -                                                                            | 75’                                                                          |
| 10-11-2001                                                                   | Seul                                                                         | Corea del Sud                                                                | 2 – 0                                                                        | Croazia                                                                      | Amichevole                                                                   | -                                                                            | 90’                                                                          |
| 19-1-2002                                                                    | Pasadena                                                                     | Stati Uniti                                                                  | 2 – 1                                                                        | Corea del Sud                                                                | Gold Cup 2002 - 1º turno                                                     | -                                                                            | 71’                                                                          |
| 23-1-2002                                                                    | Pasadena                                                                     | Corea del Sud                                                                | 0 – 0                                                                        | Cuba                                                                         | Gold Cup 2002 - 1º turno                                                     | -                                                                            |                                                                              |
| 13-2-2002                                                                    | Montevideo                                                                   | Uruguay                                                                      | 2 – 1                                                                        | Corea del Sud                                                                | Amichevole                                                                   | -                                                                            | 77’                                                                          |
| 13-3-2002                                                                    | Tunisi                                                                       | Tunisia                                                                      | 0 – 0                                                                        | Corea del Sud                                                                | Amichevole                                                                   | -                                                                            | 67’                                                                          |
| 20-4-2002                                                                    | Taegu                                                                        | Corea del Sud                                                                | 2 – 0                                                                        | Costa Rica                                                                   | Amichevole                                                                   | -                                                                            | 66’ 74’                                                                      |
| 20-11-2002                                                                   | Seul                                                                         | Corea del Sud                                                                | 2 – 3                                                                        | Brasile                                                                      | Amichevole                                                                   | -                                                                            | 85’                                                                          |
| 29-9-2003                                                                    | Incheon                                                                      | Corea del Sud                                                                | 16 – 0                                                                       | Nepal                                                                        | Qual. Coppa d'Asia 2004                                                      | -                                                                            |                                                                              |
| 19-10-2003                                                                   | Mascate                                                                      | Vietnam                                                                      | 1 – 0                                                                        | Corea del Sud                                                                | Qual. Coppa d'Asia 2004                                                      | -                                                                            |                                                                              |
| 10-12-2003                                                                   | Yokohama                                                                     | Giappone                                                                     | 0 – 0                                                                        | Corea del Sud                                                                | Coppa dell'Asia orientale 2003                                               | -                                                                            | 67’                                                                          |
| 10-7-2004                                                                    | Gwangju                                                                      | Corea del Sud                                                                | 2 – 0                                                                        | Bahrein                                                                      | Amichevole                                                                   | -                                                                            | 41’                                                                          |
| 14-7-2004                                                                    | Seul                                                                         | Corea del Sud                                                                | 1 – 1                                                                        | Trinidad e Tobago                                                            | Amichevole                                                                   | -                                                                            |                                                                              |
| 19-7-2004                                                                    | Jinan                                                                        | Corea del Sud                                                                | 0 – 0                                                                        | Giordania                                                                    | Coppa d'Asia 2004 - 1º turno                                                 | -                                                                            | 60’                                                                          |
| Totale                                                                       |                                                                              | Presenze                                                                     | 15                                                                           |                                                                              | Reti                                                                         | 0                                                                            |                                                                              |

## Palmarès

### Club
- K League 1: 2

Ulsan Hyundai: 2005
FC Seoul: 2010
- Korean League Cup: 2

Ulsan Hyundai: 2007
FC Seoul: 2010

### Nazionale
- Giochi asiatici: 1

2002
- Coppa dell'Asia orientale: 1

2003